# Louise Boyer
Anne Louise, duquesa de Noailles (25 de octubre de 1632-22 de mayo de 1697), fue una cortesana francesa. Sirvió como dame d'atour de la reina viuda Ana de Austria desde 1657 hasta 1666.

## Biografía
Hija de Françoise de Wignacourt y Antoine Boyer, señor de Sainte-Geneviève-des-Bois, secretario del rey, contrajo matrimonio el 13 de diciembre de 1646 con Anne de Noailles, I duque de Noailles, con quien tuvo seis hijos:
- Anne-Jules de Noailles (1650-1708),  II duque de Noailles, mariscal de Francia.

- Louis Antoine de Noailles (1651-1729), cardenal y archivista de París desde 1695 hasta 1729.

- Jacques de Noailles (1653-1712), teniente general de las galeras.

- Jean-François de Noailles, marqués de Noailles (1658-1696), mariscal de campo. Casado en 1687 con Marguerite Thérèse Rouillé de Meslay.

- Louise Anne de Noailles (nacida en 1662). Casada en 1680 con Henri de Beaumanoir, marqués de Lavardin.

- Jean-Baptiste-Louis-Gaston de Noailles (1669-1720), conde y obispo de Châlons-sur-Marne.

Tras la muerte del duque el 15 de febrero de 1678, Anne Louise no volvió a casarse, muriendo el 22 de mayo de 1697.